# Холокауст
Холокауст или Шоа (хебр. הַשׁוֹאָה, HaShoah (haŠōʾā); „катастрофа”, „велика несрећа”) је име за систематски државни прогон и геноцид над различитим етничким, верским и политичким групама људи током Другог светског рата од стране Нацистичке Немачке и њених сарадника. У ране примере холокауста укључују се прогон током Кристалне ноћи и Еутаназијски програм Т-4, што се касније развило у употребу одреда смрти и концентрационих логора, као и масовне и централно организоване покушаје да се усмрти сваки могући припадник група на које су циљали нацисти. Жртве обухватају и 1,5 милиона деце. Холокаустом је обухваћено око две трећине од девет милиона Јевреја који су раније живели у континенталној Европи. Шира дефиниција холокауста обухвата нејеврејске жртве нацистичке кампање масовног убиства, на бази биолошких фактора, као што су нпр. Роми, Пољаци, чланови других словенских етничких група, и пацијенти Акције Т4 који су били ментално и физички онеспособљени. Једна чак шира дефиниција обухвата Русе, ратне заробљенике, хомосексуалце, Јеховине сведоке, црнце, политичке противнике нациста, и чланове других мањих група.
Од 1941. до 1945. над Јеврејима је систематски вршен геноцид, што је био део шире иницијативе која је обухватала прогоне и убиства других народа у Европи. Под координацијом , са упутствима из највишег руководства Нацистичке партије, свака грана бирократије у Немачкој била је укључена у логистику и спровођење масовног убијања. Убиства су почињавана широм Немачком окупиране Европе, као и у самој Нацистичкој Немачкој, а такође су почињавана и на свим територијама под контролом њених савезника. Друге жртве нацистичких злочина су обухватале Пољаке, Украјинце, и друге Словене; совјетске грађане и совјетске ратне заробљенике; комунисте; хомосексуалце; Јеховине сведоке и друге. Око 42.500 притворних установа је кориштено у концентрацији жртава с циљем почињавања најгрубљих кршења људских права. Процењује се да је било преко 200.000 починилаца холокауста.
Европски Јевреји били су главне жртве холокауста, који су нацисти звали Коначно решење јеврејског питања. Као последице Другог светског рата, па и самог холокауста, прво је дошло до суђења у Нирнбергу, где је истакнутим нацистима суђено за злочине током рата. Као културолошка револуција, дошло је и до ентнацифирунга — денацификације, као и до договора о репарацијама између Израела и Западне Немачке. Цео процес прати и порицање холокауста, којим се холокауст приказује као сасвим оправдано дело.

## Етимологија и дефиниција

### Порекло речи
Холокауст (грчки: олокаустон — „потпуно спаљен“, од префикса оло и каустон — „спаљен“) је жртва паљеница боговима или душама покојника код Грка и Римљана, при којој се обично (за разлику од других типова жртава) спаљивала цела жртвена животиња. Код старих Израелаца постојао је аналогни обред спаљивања целог јагњета (хебрејски: олам калил — „уништење огњем“).
Реч холокауст први је за тај геноцид (који сами Јевреји означавају хебрејском речју шоа — „невоља“, „уништавање“) употребио црквени сабор протестантских цркава тадашње Западне Немачке. Постепено је ушао у општу употребу и данас је то основно значење речи. Употребљен је због посебног значаја и интензитета мржње према Јеврејима и идеолошке осуде јудаизма, која се издваја од поступака према другим нацистичким жртвама, а има своје дубоке корене у хришћанској цивилизацији (антисемитизам).
Термин је постепено ушао у општу употребу у разним језицима до 1970-их година. Међутим, у Општој енциклопедији ЈЛЗ, 3. свезак (1977), у чланку Холокауст наводи се само изворно значење.
Постоје разлике у опсегу примене појма. У ширем значењу, обухвата и геноцид над Ромима и Словенима, као и уништавање других група које је нацистички режим спроводио: хомосексуалаца, душевних болесника, политичких противника, пољских и совјетских ратних заробљеника, Јеховиних сведока итд.

### Дефиниција
Рестриктивна дефиниција холокауста је да је то био геноцид Јевреја од стране нациста. Шира дефиниција холокауста обухвата неке или све нејеврејске жртве немачких кампања масовног убиства. Колумбијски водич за холокауст ограничава дефиницију холокауста на Јевреје, Роме и пацијенте Акције Т4 који су били ментални и физички инвалиди. Њени аутори пишу „све три групе, и само те групе, биле су једнаке жртве нацистичког расизма и геноцида“. Они исто тако нуде три додатне дефиниције које обухватају гледишта историчара који идентификују неколико додатних група жртава. Једна је да се холокауст односи само на Јевреје, друга је да је било неколико различитих холокауста, сваки од којих је погађао засебну групу, а трећа обухвата све немачке расно мотивисане злочине. Тимоти Снајдер је написао: „Термин холокауст се понекад користи на два различита начина: да означава све немачке политике убијања током рата, или да означава све репресије Јевреја од стране нацистичког режима“.
Шира дефиниција такозваног „паралелног холокауста“ обухвата совјетске ратне заробљенике који су преминули као резултат злостављања узрокованог нацистичком расном политиком, нејеврејске припаднике Пољака који су умирали од услова који су настали због нацистичке окупације Пољске, совјетске грађане који су умирали због сличних услова у окупираним деловима Совјетског Савеза, ментално и физички неспособне људе који су убијани у оквиру програма еугенике Нацистичке Немачке, Роме, или Романе и Синте, хомосексуалце, Јеховине сведоке и друге религиозне дисиденте.

## Дистинктивна својства

### Геноцидна држава
Целокупно немачко друштво је било укључено у активности везане за геноцид, претварајући Трећи рајх у оно што је један истраживач холокауста, Мајкл Беренбаум, назвао „геноцидном државом“. Бирократе су учествовале у проналажењу евиденције за идентификацију Јевреја, конфискацију имовине и планирање распореда возова којима су депортовани Јевреји. Компаније су отпуштале јеврејске раднике, а касније запошљавале Јевреје као робовску радну снагу. Универзитети су искључивали студенте и професоре Јевреје. Немачке фармацеутске компаније су тестирале лекове на заробљеницима; друге компаније су градиле крематоријуме. При улазу затвореника у логоре смрти, било им је наређено да предају сву личну својину, која је била пописана и означена пре него што је послата у Немачку за поновну употребу или рециклирање. Путем прикривених рачуна, Немачка национална банка је помогла у прању драгоцености одузетих жртвама.
Саул Фридлендер пише да „ни једна друштвена група, ни једна верска заједница, ни једна научна институција или професионална асоцијација у Немачкој и широм Европе није прогласила своју солидарност са Јеврејима“ Он пише да су неке хришћанске цркве „декларисале да би конвертоване Јевреје требало посматрати као део стада, али чак и тада с резервом“. Фридлендер тврди да то чини холокауст особеним, пошто је антисемитска политика могла да се „спроводи до њених најекстремнијих нивоа без уплитања било каквих значајних компензацијских гледишта“.

### Идеологија и скала
Историчар Бауер Јехуда тврди да је холокауст био заснован на идеологији и митовима, а не на практичним разматрањима. Еберхард Јекел тврди да је једно особено својство холокауста било да је први пут нека држава ставила своју пуну моћ иза декларације да цео народ треба да буде потпуно избрисан без изузетка и то што је пре могуће.
Убиства су систематски спровођена у готово свим подручјима окупиране Европе, у више од 20 окупираних земаља. Убијено је скоро 3 милиона Јевреја у окупираној Пољској и између 700.000 и 2,5 милиона Јевреја у Совјетском Савезу. Стотине хиљада других Јевреја је убијено у остатку Европе под немачком окупацијом. Из дискусија на Ванзејској конференцији јасно је да је нацистичко „коначно решење јеврејског питања“ обухватало Велику Британију и све неутралне државе Европе, као што су Ирска, Швајцарска, Турска, Шведска, Португалија и Шпанија. Процењује се да је било преко 200.000 починилаца холокауста.

### Индустријализовано убијање
Употреба концентрационих логора, или логора смрти, опремљених гасним коморама за систематско масовно истребљење људи, била је јединствена карактеристика холокауста. Изграђени су за систематску сврху убијања милиона људи, пре свега помоћу отровног гаса. Стационарни објекти који су изграђени у сврху масовног истребљења резултат су ранијег нацистичког експериментисања са отровним гасом током тајног програма еутаназије менталних пацијената.

## Спровођење холокауста у Нацистичкој Немачкој
Иако су антисемитизам и елиминација Јевреја из друштвеног живота били једни од темеља нацистичке идеологије, те, иако су Јевреји, прво у самој Немачкој, а потом у окупираним и сателитским земљама, били изложени различитим врстама прогона, па и повремених погрома (од којих је најпознатија Кристална ноћ), физичка елиминација Јевреја - Коначно решење јеврејског питања - као службена политика Нацистичке Немачке је установљена тек на конференцији у Ванзеу почетком 1942. године.
Холокауст је имао различите форме, али је најчешћа и најзлогласнија било масовно хватање Јевреја и њихово трпање у возове који су их довозили до посебних концентрационих логора - логора смрти - у Немачкој, Аустрији и Пољској. Део њих - најчешће жене, деца и старци - при доласку је одмах ликвидиран, док је део привремено остављан на животу као робовска радна снага. Методе ликвидације су постепено еволуирале у масовно гушење у гасним коморама, а лешеви су се спаљивали у крематоријумима.
Цели је процес био у надлежности Адолфа Ајхмана, који је показао велике организационе способности и битно допринео да убијање иде што брже и ефикасније. Без обзира на његове напоре, холокауст је с временом ипак почео црпети велике логистичке ресурсе Рајха и тако посредно утицати на ситуацију на ратиштима. Холокауст је настављен све до самог краја рата, односно слома Нацистичке Немачке.

## "Коначно решење јеврејског питања"
Под овим називом је од 1941. (запис Адолфа Ајхмана од 12. марта 1941, и наредбе RSHA од 29. маја 1941) у Нацистичкој Немачкој позната масовна депортација Јевреја у концентрационе логоре широм Европе.
Већ у антисемитским дискусијама крајем 19. века, јавља се појам физичког уништења Јевреја и њихове културе на подручју Немачке. Први предлози ограничавају се на одузимање грађанских права и њихово исељавање. Доласком Адолфа Хитлера на власт и националсоцијалиста, ове мисли добијају облик у стварности. Прве мере депортације почињу се спроводити после напада Немачке на СССР, 22. јуна 1941. године. У дневној наредби за своје јединице СД-а, дéла нацистичке организације SS, њен командант Рајнхард Хајдрих наређује погром над јеврејским становништвом источних провинција. Поред тога, даје наредбу да се Јевреји који се налазе у политичким партијама или на државним положајима на месту ликвидирају. Долази до масовних убијања мушкараца, и пребацивања жена у радне логоре на западу, поготово у освојеним балтичким земљама. Да би се спречила освета од стране јеврејског становништва, од августа 1941. долази до свеукупне депортације без обзира на пол. Поред специјалних јединица Сигурносне службе SS (SD) и SS у ове акције се укључују и јединице полиције и Гестапоа, углавном под командом виших официра SS. Подршку им дају и регуларне јединице немачке војске Вермахтa, које за транспорт дају своје камионе. Размере убистава се могу видети у извештајима ових специјалних јединица. ЕК3 (Einsatzkommando 3 - Специјална јединица 3) у свом извештају наводи:
- Од почетка јула 1941. до данас (датум извештаја је 1. децембар 1941) коначном решењу је приведено [ликвидирано] 133.346 Јевреја са подручја Летоније и Минска. Даљних 4.000 је при акцијама локалних полицијских јединица и при спровођењу сигурносних мера ликвидирано на месту догађаја.

У даљњем тексту, шеф ове јединице, SS-Standartenführer Jäger наводи:
- … циљ решења јеврејског проблема на подручју Летоније може се сматрати достигнутим. У Летонији сада више нема Јевреја осим радника-Јевреја. Ове сам такође желио да елиминирам, али ми је то онемогућено од стране војне управе Вермахта.

| Држава             | Број Јевреја пре рата | Убијено   | Убијено (%) |
| ------------------ | --------------------- | --------- | ----------- |
| Пољска             | 3,300.000             | 3,000.000 | 90          |
| Балтичке земље     | 253.000               | 228.000   | 90          |
| Немачка и Аустрија | 240.000               | 210.000   | 90          |
| Чешка и Моравска   | 90.000                | 80.000    | 89          |
| Словачка           | 90.000                | 75.000    | 83          |
| Грчка              | 70.000                | 54.000    | 77          |
| Холандија          | 140.000               | 105.000   | 75          |
| Мађарска           | 650.000               | 450.000   | 70          |
| Белорусија         | 375.000               | 245.000   | 65          |
| Украјина           | 1,500.000             | 900.000   | 60          |
| Белгија            | 65.000                | 40.000    | 60          |
| Југославија        | 43.000                | 26.000    | 60          |
| Румунија           | 600.000               | 300.000   | 50          |
| Норвешка           | 2.173                 | 890       | 41          |
| Француска          | 350.000               | 90.000    | 26          |
| Бугарска           | 64.000                | 14.000    | 22          |
| Италија            | 40.000                | 8.000     | 20          |
| Луксембург         | 5.000                 | 1.000     | 20          |
| Русија             | 975.000               | 107.000   | 11          |
| Данска             | 8.000                 | 52        | <1          |
| Укупно             | 8,861.800             | 5,933.900 | 67          |

Док се холокауст већ налазио у пуном јеку, Геринг тражи од стране Хајдриха (31. јул 1941) један предлог за решење овог проблема, те припрему за целокупну територију Европе под контролом Немачке. После завршетка плана, Хајдрих 20. јануара 1942. позива све упућене министре и вође релевантних одсека на конференцију и презентацију у Берлину (Ванзејска конференција). План је у главном предвиђао депортацију и убиство Јевреја у концентрационим логорима, те употребу за рад способних у немачкој ратној привреди. Са депортацијом немачких Јевреја је почето већ у октобру 1941. Они бивају спроведени у гетое на истоку, претежно у градове Минск, Рига и Лођ који су на почетку исељавања немачких Јевреја већ били слободни од Јевреја.
Ако на месту доласка није било могућности смештаја, нацисти су их ликвидирали при доласку. Од 19. транспорта из Берлина у Ригу, од 1.500 депортованих мушкараца, убијено је 1.440 док је само 60 поштеђено као радна снага. Иако је за ратну индустрију било неопходно држати вагоне слободним, нацисти су само из Берлина са 22 транспорта превезли преко 13.000 Јевреја у Лођ, Минск, Ковно, Травники и Ревал.
При избору места за концентрационе логоре, истакао се сам шеф немачке полиције и СС-а, Хајнрих Химлер. Једно од места која је форсирао био је концентрациони логор Аушвиц, заједно са женским логором Аушвиц-Биркенау.
При разговору са Химлером и представницима РСХА, Ајхман се одлучује за ликвидацију гасом, као ефикасним и јефтиним средством за масовну ликвидацију. Овај гас, Циклон-Б, од тада се користи у посебно уређеним просторијама, гасним коморама, у скоро свим већим логорима. Јевреји су у ове просторије увођени са образложењем да ће бити посути средствима за дезинфекцију и против бува, те је после затварања комора кроз тушеве уместо воде и средстава пуштан отровни гас. Лешеви мртвих Јевреја су после тога бацани у јаме или спаљивани у крематоријумима логора. Пре Циклона-Б коришћен је угљен-моноксид у покретним гасним коморама. На овај начин је у самом Аушвицу убијено 145.500 Јевреја. До 1945. године у Аушвицу је било 7 гасних комора, тако да се број убијених само може проценити. У логору Треблинка 700.000 лешева је ископано од стране Јевреја-радника и спаљено. 4. новембра 1943, када се Црвена армија већ налазила на путу према западу, Глобочник јавља Химлеру: „19. 10. 1943. завршио сам операцију Рајнхарт (уништење логора и затвореника) коју сам водио на подручју Генералног губернаторства“ (Пољска).
Процењује се да је у Пољској у овој акцији убијено око 1,75 милиона Јевреја.
У новембру 1943. је само из Лублина у Мајданек депортовано око 17.000 Јевреја који су ликвидирани са већ затворенима. Гето у Лођу је евакуисан у аугусту и септембру 1944. пред доласком Црвене армије, при чему је ликвидирано око 62.000 Јевреја. Пре тога је Химлер већ 1942. наредио ликвидацију гета Пинск чиме је Украјина постала од Јевреја слободна.
Немогуће је утврдити тачан број ликвидираних Јевреја за време Нацистичке Немачке, тако да процене варирају између 4,5 и 6 милиона страдалих.

## Спровођење холокауста на Балкану
Нацисти и подршка коју су они добили на Балкану довели су до драстичне трансформације етничког састава у региону. Јеврејско становништво пало је са 856.000 у 1930. години на мање од 50.000 у 1950.
Када су у Грчкој уведене мере против Јевреја, низ различитих организација и институција, укључујући цркву, атинску полицију и комунисте, пружио је ефикасну и јасну критику. Архиепископ Дамаскин срео се са опуномоћеником Рајха у Грчкој и уложио снажан приговор у вези с мерама које се предузимају против Јевреја у Солуну.
Народноослободилачки фронт, најснажнија међу грчким организацијама отпора, био је најефикаснији у пружању помоћи Јеврејима да се сакрију или да побегну и тако преживе. Припадници ове организације изигравали су планове нациста уништавајући податке о јеврејској заједници у Атини, а помогли су и рабину да пребегне на слободну територију. ЕАМ-ова илегална штампа редовно је објављивала позиве становништву да помаже јеврејским суграђанима, док је сама организација омогућавала грчким Јеврејима да се пребаце на Блиски исток или их регрутовала као добровољце у своје редове.

## Последице
Холокауст је иза себе оставио трајне последице. Рачуна се да је у њему убијено пет до шест милиона Јевреја, односно трећина свих Јевреја који су пре рата живели у свету. Демографска слика у Европи се битно променила, поготово у Источној и Средњој Европи, где су јеврејске заједнице престале постојати. Највећи део преживелих је одлучио да емигрира у САД, односно у Палестину, где је створена јеврејска национална држава Израел.
Роми су друга група која је била објект геноцида. Број њихових жртава процењује се на 220.000 или више (до 800.000), између четвртине и половине њиховог укупног броја у Европи. Са свим другим групама које су систематски истребљиване, број жртава холокауста (у ширем смислу речи, не укључујући само Јевреје) обично се процењује на 9 до 11 милиона, иако неке процене иду и до 26 милиона.
Слично као и Први светски рат, холокауст је представљао велики шок за тадашњу западну цивилизацију. Многи су се тешко мирили с тим да је убијање у таквом опсегу и с таквим нивоом нехуманости могуће у 20. веку, поготово када долази од стране тако напредне, просвећене и цивилизоване државе као што је Немачка. Још се теже било помирити с чињеницом да су у сврху тог пројекта кориштена најмодернија достигнућа науке. Зато се холокауст често описује као јединствен догађај у светској историји, односно одговорност за њега се приписује ограниченом броју људи – најчешће самом Адолфу Хитлеру и уском кругу његових присталица – и специфичном сплету околности за које је мало вероватно да ће се икада поновити.
С друге стране, у последње време се све више износе тезе да холокауст не би био могућ, барем не у тако масовном опсегу, да нацисти нису уживали прећутну или отворену подршку нејеврејског становништва, чак и у окупираним земљама попут Пољске, мотивисану похлепом и латентним антисемитизмом.

### Цитирана библиографија
- Atkins, Stephen E. (2009). Holocaust Denial as an International Movement. Westport, CT: Praeger. ISBN 978-0-313-34538-8.
- Bauer, Yehuda (1982). A History of the Holocaust. New York: Franklin Watts.
- Cesarani, David (2004). Holocaust: From the Persecution of the Jews to Mass Murder. London: Routledge.
- Dawidowicz, Lucy S. (1986). The War Against the Jews, 1933-1945. Bantam Books. ISBN 978-0-553-34532-2.
- ——— (2015). „The Anatomy of Hell”. The New York Review of Books.
- Fitzgerald, Stephanie (2011). Children of the Holocaust. Mankato, MN: Compass Point Books.
- Gerlach, Christian (2016). The extermination of the European Jews. Cambridge, United Kingdom: Cambridge University Press. ISBN 978-0-521-70689-6.
- Gilbert, Martin (1986). The Holocaust: The Jewish Tragedy. London: Collins.
- Hedgepeth, Sonja M.; Saidel, Rochelle G. (2010). Sexual Violence against Jewish Women During the Holocaust. Lebanon, NH: University Press of New England.
- Hilberg, Raul (1961). The Destruction of the European Jews (First, of three, изд.). Chicago: Quadrangle (Times Books). ISBN 978-0300095579.
- Jones, Adam, ур. (2010). Genocide: A Comprehensive Introduction (2nd изд.). Abingdon: Routledge.
- Kiernan, Ben (2009). Blood and Soil: A World History of Genocide and Extermination from Sparta to Darfur. New Haven, CT: Yale University Press. ISBN 978-0-300-14425-3.
- Longerich, Peter (2003) [2001]. The Unwritten Order: Hitler's Role in the Final Solution. Stroud: Tempus Publishing.
- Niewyk, Donald L.; Nicosia, Francis R. (2000). The Columbia Guide to the Holocaust. New York, NY: Columbia University Press. ISBN 978-0231112000.
- Phayer, Michael (2000). The Catholic Church and the Holocaust, 1930–1965. Bloomington and Indianapolis: Indiana University Press.
- Snyder, Timothy (2010). Bloodlands: Europe Between Hitler and Stalin. London: The Bodley Head.
- Zuccotti, Susan (1999). The Holocaust, the French, and the Jews. Lincoln, NE: University of Nebraska Press.